# Guerra aérea Irán-Irak
La Guerra Aérea Irán-Irak es uno de los muchos teatros de operaciones que se crearon durante la Guerra Irán-Irak y es el enfrentamiento aéreo más largo y sangriento que se haya desarrollado desde el fin de la Segunda Guerra Mundial. A pesar de la magnitud del enfrentamiento entre la IQAF (Fuerza Aérea Iraquí) y la IRIAF (Fuerza Aérea de la República Islámica de Irán), el combate entre los dos componentes aéreos, no supuso un gran impacto en la guerra como tal, puesto que la mala planificación, despliegue y utilización del material y las estrategias que fueron empleadas en la guerra, convirtieron el enfrentamiento de los dos ejércitos aéreos, en uno de los más campos de conflicto, de la larga guerra de desgaste que significó la guerra entre Irán e Irak.
Los choques entre el IQAF y la IRIAF, sucedieron de manera muy dispareja. Al principio de la guerra, la IRIAF superó a los mejores aviones que operaba Irak por aquel entonces. Sin embargo, al momento de iniciar la guerra de Desgaste, en el año 1982, la IQAF empezó a recibir un fuerte y cada vez más marcado apoyo de las potencias del bloque occidental y el bloque oriental, que aportaron a la muy destrozada IQAF muchas ayudas, tanto en temas de aviones o entrenamiento, por lo que pronto, para inicios de 1986, la Fuerza Aérea de Irak, comenzó a causar muchos problemas a la IRIAF, que para ese momento ya mostraba signos de decadencia. Los iraquíes pronto causaron grandes bajas aéreas y la mejorada planificación del cuerpo le dio gran importancia en la reconquista de los territorios ocupados por Irán desde 1982.
Los escenarios de la Guerra Aérea tampoco fueron estáticos como se esperaba. Los enfrentamientos se desarrollaron no solo en la frontera común, desde la Provincia de Kurdistán hasta las islas ubicadas en el golfo; también hubo enfrentamientos sobre Kuwait, también los hubo en el Estrecho de Ormuz, e incluso en Arabia Saudita. Sin embargo, dos escenarios fueron en donde los enfrentamientos más crueles y sangrientos de la guerra se desarrollaron: estos eran la Isla de Kharg y las inmediaciones más cercanas del Estrecho de Ormuz. En estos dos escenarios, que estaban ubicados en el Golfo Pérsico, las dos Fuerzas Aéreas usaron a sus mejores combatientes en los muchos enfrentamientos que ocurrieron. Se calcula que hubo más de 1000 enfrentamientos aire-aire en estos dos sectores, siendo estos los enfrentamientos entre aviones supersónicos más impresionantes de la guerra aérea moderna, siendo solo superada por la Guerra de Corea en número de enfrentamientos.

## Contendientes
Durante la década de 1970, Irán e Irak invirtieron en gran medida de sus fuerzas aéreas, creando no solo dos de las más grandes y poderosas armas aéreas en el Oriente Medio, sino también en todo el mundo. Las circunstancias y los resultados de estas inversiones siguen siendo en gran medida inadvertidas, al igual que los detalles sobre el despliegue y las operaciones de ambas fuerzas aéreas en la larga y sangrienta guerra de desgaste entre los dos países, librada entre 1980 y 1988.

### Fuerza Aérea de Irak
La Fuerza Aérea de Irak (IQAF) contaba para el año de 1980 con una flota de 320 de aparatos. Los principales aviones que operaba la IQAF eran los MiG-21 en sus variantes de interceptores PF y MF y reconocimiento RF, mientras que usaban los MiG-23MS para combates aéreos junto a los MiG-23BN para ataques a tierra. Irak contaba con una flota de ataque compuesta de aviones de aviones Sukhoi Su-20 y unos pocos Su-7 que se mantenían en segunda línea, se contaba además con una flota de bombarderos Tu-22 que estaban prontos a ser retirados junto a otra flota de Tu-16. Irak, además, tenía una fuerza de más de 200 sistemas antiaéreos para 1980, compuesta de sistemas S-75 Dvina (SA-2), S-125 (SA-3) y 2K12 Kub (SA-6) y un número no determinado de cañones y ametralladoras antiaéreas.

## Equipo

### Irak
MiG-21
El avión sirvió como el grueso de la Fuerza Aérea Iraquí, usualmente más valioso en términos de cantidad que de calidad. Era inferior a los aviones iraníes como F-4 Phantom y F-5 Tiger y ni siquiera mencionar al excepcional y moderno F-14 Tomcat. La aeronave estaba obsoleta en el momento del conflicto en los 80 y sus tripulaciones, características de los diseños soviéticos, tenían menos entrenamiento y tenían menos horas de entrenamiento en vuelo. Sin embargo, la aeronave era muy fácil de mantener, operar y confiable, y por números absolutos jugó un papel importante en el conflicto.
MiG-23
Aunque más moderno que el MiG-21, tenía una relación de ganancia y pérdida muy baja, especialmente contra adversarios más modernos, lo que le da incluso un apodo de Flogger. Durante la mayor parte del conflicto sirvió como cazabombardero, cuyo papel fue exitoso, especialmente después de estar armado con misiles Kh-29 guiados de aire a tierra. También tuvo éxito en el papel de caza, logrando victorias aéreas contra los F-4 y F-5 iraníes, incluso el derribo de un F-14.
MiG-25
A medida que avanzaba la guerra, el apoyo internacional a Irak resultó ser el activo más valioso. En las etapas iniciales, cuando los iraquíes lucharon con modelos principalmente obsoletos, los nuevos como el MiG-25 suministrado por los soviéticos y el Mirage F1 suministrado por los franceses rápidamente tuvieron impacto. Era el avión más rápido que los iraquíes volaban: a velocidades de Mach 3.2, podía disparar el pesado misil guiado aire-aire Bisnovat R-40, junto con un poderoso arsenal aire-tierra que incluye Kh-25 y Kh-58 misiles antirradar. El piloto de combate iraquí más eficiente de la guerra, Mohommed Rayyan voló el MiG-25 anotando ocho muertes aire-aire usando este modelo.
Su-22
Construido principalmente como un avión de ataque a tierra, el Su-22 cumplió esa función durante toda la duración del conflicto. Aunque ya estaba obsoleto incluso antes de que estallara la guerra, tenía una potencia de fuego muy alta con su arsenal de hasta 4 cañones automáticos de 30 mm y 23 mm, hasta 12 vainas de cohetes no guiados y su capacidad para usar misiles guiados como Kh-23, Kh-25 y Kh-29 fue temido por los enemigos de todo el mundo. El avión, debido a su misión estaba muy expuesto al fuego enemigo, así que algunos modelos incluso se equiparon durante la guerra con vainas de ECM (contramedidas electrónicas) hechas por los soviéticos que hicieron que los aviones estuvieran a salvo de los misiles guiados por radar.
Mirage F1
El Mirage F-1 formó la élite de la Fuerza Aérea Iraquí durante el conflicto. Tenía los mejores pilotos, entrenados por los franceses, que confiaban más en el entrenamiento de pilotos que los soviéticos. Incluso anotó un par de muertes contra el sobresaliente F-14 Tomcat. Usando tácticas superiores con la combinación de los excelentes misiles Matra R-550 Magic y Super 530F estos aviones no eran carne de cañón para el enemigo como los modelos anteriores de la Fuerza Aérea Iraquí. Tenía incluso una mejor capacidad aire-tierra con misiles tierra-aire AS-30 y un avanzado equipo de guerra electrónica Thomson-CSF para su protección. La aparición de estos aviones tuvo el mayor impacto en el curso de la guerra en el aire.
Dassault-Breguet Super Etendart
Diseñado como un avión de ataque en tierra, era un avión muy avanzado en aquel momento.El Super Etendart era capaz de lanzar el sofisticado misil antibarco Exocet, tuvo un gran impacto, haciendo que el golfo fuera muy peligroso para los barcos iraníes, incluidos los petroleros, lo cual tuvo un enorme impacto económico. Una vez golpeó a un destructor estadounidense en el golfo por error, causando daños y muertes en la tripulación. Además de este conflicto, fue muy exitoso en la Guerra de las Malvinas, donde voló para el lado argentino.
Tu-22
El Tu-22 fue construido principalmente como un bombardero. Tenía una reputación muy desfavorable entre su tripulación, que incluso lo apodó el ataúd volador. Aunque tenía una velocidad muy alta de Mach 1.42, era muy vulnerable a los aviones enemigos, especialmente el Tomcat F-14 armado con misiles Phoenix. Tenía un poder de ataque de largo alcance con los misiles de crucero Kh-22, pero el avión tenía una reputación muy desfavorable, especialmente en el aspecto de la seguridad de la tripulación, dondequiera que sirviera.
MiG-29
El MiG-29 fue el avión más avanzado en la Fuerza aérea iraquí en los dos últimos meses de la guerra. A pesar de solo volar unas misiones en combate, los Fullcrum iraquíes causaron terror en los iraníes. Al saber de la entrega de estos aparatos a Irak, se dice que la IRIAF dejó de enviar a muchos de sus aviones al combate y reducir sus salidas de combate, no solo por el desgaste en los años anteriores, sino también al miedo de perder sus aviones contra los nuevos aviones iraquíes. Aunque muchas fuentes lo niegan, se sabe que un MiG-29 derribo a un F-14 cerca de la isla de Jark, usando un misil R-27, siendo, según dictan las fuentes rusas e iraquíes, la primera victoria aérea del MiG-29 y el último derribo de F-14 en la guerra.

### Irán
Los iraníes, por otro lado, tenían que depender de mucha menos cantidad y mucho menos variedad en los modelos de su fuerza aérea. Si bien la flota iraquí se actualizó constantemente con modelos nuevos y más avanzados a medida que pasaba el tiempo, dado su apoyo internacional, los iraníes tenían que confiar en los modelos comprados durante la era del Shah, a menudo canibalizando a otras aeronaves para obtener piezas de repuesto y hacer que su fuerza aérea pudiera volar. Hubo algunas transferencias de armas durante la guerra hacia Irán, pero tuvieron que hacerse de manera encubierta y en mucho menor cantidad. Lo más afortunado para la Fuerza Aérea Iraní durante la guerra fue sobrevivir a la invasión iraquí inicial, con el objetivo de destruir la aviación iraní en tierra. Sus activos estaban principalmente protegidos en búnkeres de hormigón y los aviones iraquíes simplemente fallaron muchas veces. En el siguiente texto repasaremos los modelos en servicio iraní.
F-4 Phantom II
El F-4 Phantom II, fue el principal caballo de trabajo de la IRIAF durante el conflicto. Fue el primer avión en responder a la invasión iraquí bombardeando las posiciones iraquíes y la infraestructura petrolera el mismo día. Al volar cientos de salidas, tuvieron un gran impacto en la situación en las etapas iniciales de la guerra, dando a los iraníes tiempo para movilizarse e incluso más tarde para contraatacar. La mayoría de estos aviones se mantuvieron volando tomando partes de otro avión. Eran superiores a los aviones iraquíes como el MiG-21 y el MiG-23, pero su suerte cambió a medida que se enfrentaban a los modelos más nuevos.
F-5 Tiger
Este avión simple y confiable era fácil de mantener hasta los últimos años de la guerra. El F-5 Tiger volaba aire-a-aire y aire-a-tierra y fue ampliamente utilizado durante toda la guerra. Era superior a los modelos volados por los iraquíes al comienzo de la guerra usando misiles de guía infrarrojos superiores, pero más tarde lo tuvo peor cuando los iraquíes pusieron en servicio nuevos modelos.
F-14 Tomcat
El F-14 Tomcat era el mejor, el más moderno y el más avanzado de los aviones en este conflicto en general (hasta la llegada del MiG-29). Además de los Estados Unidos de América, Irán fue el único operador de este avión durante la era del Shah, la Fuerza Aérea Imperial Iraní adquirió hasta 80 de ellos. Fue una maravilla cómo estos aviones terminaron en Irán al principio, y mucho menos cómo se exportaron a cualquier lugar fuera de los Estados Unidos. Solo la importante posición geoestratégica de Irán, su enorme riqueza y las buenas relaciones occidentales durante la era del Shah hicieron que tuvieran estos aviones. Tenía un radar muy potente capaz de rastrear objetivos a largas distancias, lo que le permitió utilizar el misil AIM-54 Phoenix guiado por el fiable radar de largo alcance AN/AWG-9, lo que hizo con un efecto mortal. Su radar era tan poderoso que los iraníes a veces usaban el avión como AWACS. En las etapas iniciales de la guerra anotaron 50 muertes sin pérdidas. Su presencia fue suficiente para hacer que la Fuerza Aérea Iraquí abortara sus misiones. Fueron asignados principalmente para proteger la infraestructura petrolera vital de Irán, como la isla de Jark y la capital. Debido al embargo, solo 30 de ellos estaban en condiciones de volar al final de la guerra. Todavía están al servicio de IRIAF hasta el día de hoy. La principal razón por la que EE. UU. desechó su flota de F-14 y cesó la producción fue el temor de que algunas piezas pudieran caer en manos iraníes.

## La guerra

### 1980

#### Irak ataca

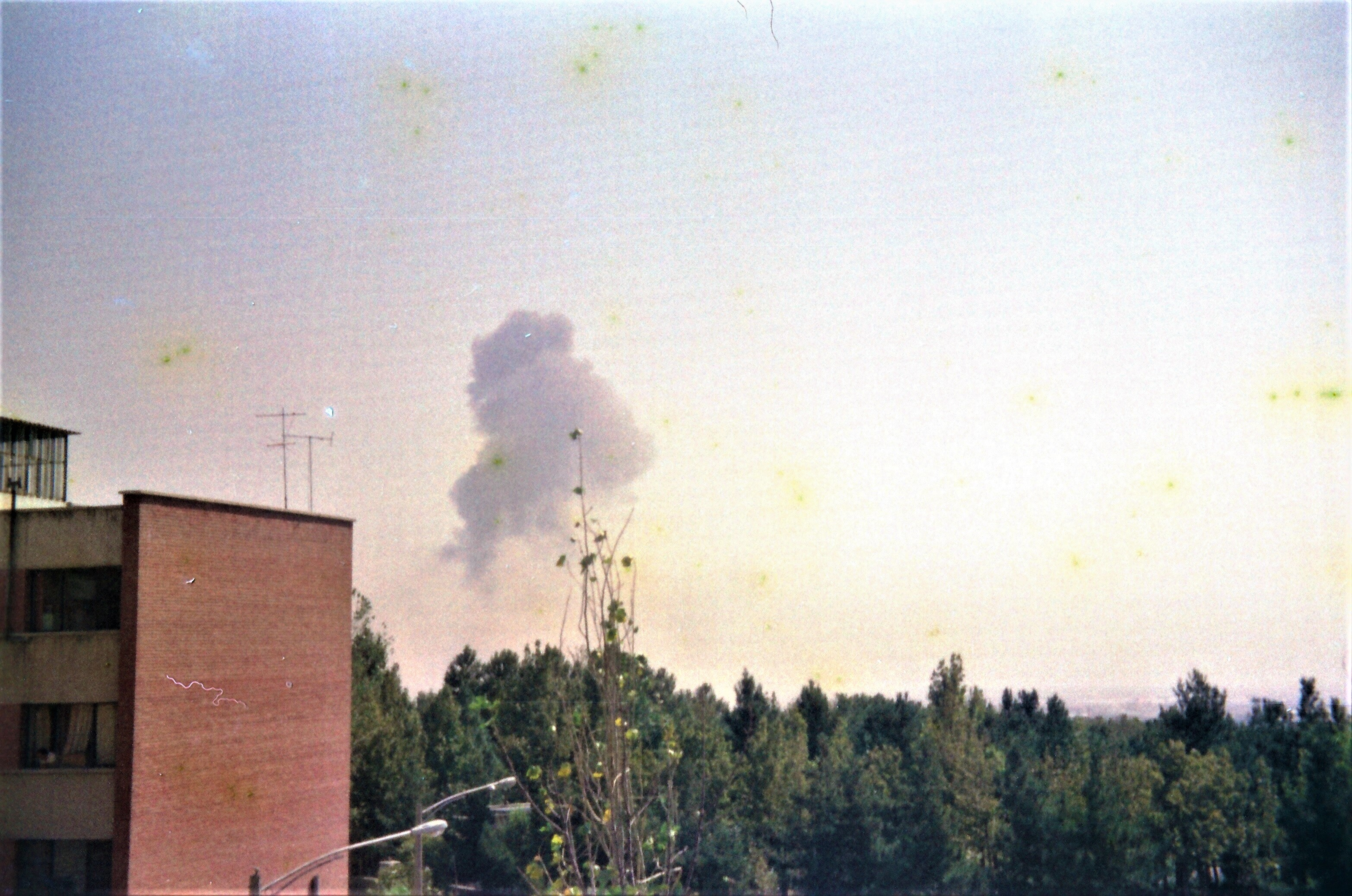
Explosión en el aeropuerto de Mehrabad en Teherán después de que las fuerzas iraquíes atacaron Teherán el 22 de septiembre de 1980.

El 22 de septiembre de 1980, Irak lanzó un ataque aéreo sorpresa contra las bases aéreas de todo el occidente de Irak. Los aviones iraquíes debían volar a baja altura y dando solo un pase de bombardeo, esto debido al miedo de que las baterías de defensa aérea de Irán fueran capaces de derribar la mayoría de los aviones. Irak lanzaría cientos de aviones de ataque Su-20/22, MiG-23BN y bombarderos Tu-16 y Tu-22 con el objetivo de destruir e inutilizar las pistas y aviones de la IRIAF, las bases aéreas más afectadas fueran la base de Dezful e Isfahán. Los bombarderos Tu-16 bombardearon la base de Isfahán, pero sus bombas no cayeron en las pistas o dañaron algunos de los aviones en tierra, ya que sus miras no fueron diseñadas para bombardeos a baja altitud como lo que fueron usados en Isfahán. Uno de los bombarderos también se estrelló, aunque se desconoce la razón detrás de suceso. Tres aviones iraquíes fueron derribados durante los ataques, mientras que sólo uno avión iraní fue destruido en tierra, siendo un avión de transporte C-130 Hércules. Los MiGs y Sukhois fueron rápidamente rearmados para otras salidas y volaron una segunda salida contra 4 bases iraníes más, sin embargo, los ataques resultaron igual de infructíferos que los anteriormente lanzados en la primera salida. Bagdad luego envió la mayoría de sus aviones a otros aeródromos en Jordania y Yemen del Norte para escapar de un esperado contraataque iraní. Al final del día, los iraquíes volaron 250 misiones y destruyeron 4 aviones iraníes, 3 de los cuales fueron transportes, mientras que perdieron 5 aviones por una pérdida neta. Todas las bases iraníes al sufrir pocos daños por los ataques iraquíes estaban operando al día siguiente después de que se hicieron las reparaciones pertinentes.

#### Operación Kaman 99
La IRIAF inmediatamente se preparó para la respuesta por la agresión iraquí. Mientras los combates en tierra se estaban llevando a cabo, Irán preparó su contraofensiva aérea contra todos los aeródromos iraquíes con la intención de destruir sus defensas y aviones en tierra. La operación llevó el nombre de Alborz pero sería conocida más comúnmente como Kaman 99, para la misma, Irán preparo más de 140 aviones para el ataque contra Irak.
La IRIAF preparo en su mayoría aviones de combate F-4D/E y F-5E para el ataque principal contra Irak, mientras que los F-14A Tomcat se mantenían en retaguardia para proporcionar protección ante la posible respuesta de los iraquíes luego de los bombardeos. Sus objetivos militares del ejército iraquí en aeropuertos y hangares del ejército iraquí en las áreas de Kirkuk, Mosul, Rashid, Habbaniyah, Nasiriyah, Shoaibia, Kot y Al-Muthni.
Bases aéreas participantes y objetivos cada uno:
- 48 aviones de combate bombarderos F5E volaron desde la Base Aérea de Tabriz, destruyendo la base aérea de Mosul.[5]
- 40 aviones de combate bombarderos F5E volaron desde la Base Aérea Dezful, destruyendo la Base Aérea Nasiriyah.[5]
- 16 aviones de combate bombarderos Phantom volaron desde la base de Hamedan y destrozaron la Base Aérea Kot.[5]
- 12 aviones de combate bombarderos Phantom volaron desde la base de Bushehr, destruyendo la Base Aérea de Shoaiba.[5]
- 12 aviones de combate bombarderos Phantom volaron desde la base de Hamedan y bombardearon la base aérea de al-Rasheed cerca de Bagdad.[5]
- Aviones bombarderos Phantom volaron desde la base de Bushehr, destrozando el aeropuerto de Bagdad y la base norte de Habbaniyah al oeste de Bagdad.[5]